# Полянський Олексій Володимирович
Олексі́й Володи́мирович Поля́нський (нар. 12 квітня 1986, Авдіївка, Донецька область) — український футболіст, півзахисник іранського клубу «Персеполіс».

## Клубна кар'єра
Вихованець донецького футболу. З 2003 року знаходився в структурі місцевого «Металургу», за основну команду якого дебютував 21 травня 2005 року в матчі Вищої ліги чемпіонату України. З наступного сезону Полянський став основним гравцем металургів, допоміг клубу дійти до півфіналу національного кубку, а також дебютував у єврокубках.
Удала гра Олексія призвела до того, що на початку 2007 року футболіст перейшов до одного з лідерів українського футболу «Шахтаря», але за наступні півтора року в матчах чемпіонату вийшов лише п'ять разів.
Тому влітку 2008 року Полянського було віддано до кінця року в оренду маріупольському «Іллічівцю», за який він за півроку зіграв лише 4 матчі за основну команду.
Після повернення на початку 2009 року до складу «гірняків», Олексій знову став рідко залучатись до основної команди, провівши за рік лише сім матчів, в яких навіть забив свій єдиний гол за «Шахтар» у ворота свого рідного «Металурга».
На початку 2010 року Полянський на правах оренди перейшов у луганську «Зорю», де виступав до літа 2011 року в статусі основного гравця команди.
Після завершення оренди, 22 червня 2011 року «Шахтар» відразу знову віддав Полянського маріупольському «Іллічівцю», де футболіст провів повноцінний сезон і також вважався гравцем основного складу.
У травні 2012 року повернувся в «Шахтар», але майже відразу травмувався і пропустив усі збори, тому після відновлення виступав лише за молодіжну команду, а у березні 2013 року був повернений назад в оренду маріупольському «Іллічівцю», де виступав до літа 2014 року.
2 вересня 2014 року був відправлений в оренду в ужгородську «Говерлу», де став основним гравцем.
У липні 2016 року став гравцем іранського клубу «Персеполіс».

## Виступи за збірні
Викликався до юнацької збірної України, у складі якої 2005 року відіграв 5 ігор.
6 жовтня 2006 року дебютував в іграх за молодіжну збірну України (в матчі проти однолітків з Білорусі, перемога 3:0), у першому ж матчі за «молодіжку» відзначився забитим голом. Усього — 11 ігор, 1 гол.

## Досягнення
- Чемпіон України: 2007/08
- Срібний призер чемпіонату України: 2006/07
- Володар Кубка України: 2007/08
- Володар Суперкубка України: 2007/08
- Володар Кубка УЄФА: 2009

### Індивідуальні
- Медаль «За працю і звитягу»: 2009[6]